# Crinopteryx familiella
Crinopteryx familiella is een vlinder uit de familie witvlekmotten (Incurvariidae). De wetenschappelijke naam is voor het eerst geldig gepubliceerd in 1871 door Peyerimhoff.
De soort komt voor in Europa.